# Ptychadena broadleyi
Ptychadena broadleyi es una especie  de anfibios de la familia Ranidae.

## Distribución geográfica
Se encuentra en Malaui.  

## Estado de conservación
Se encuentra amenazada de extinción por la pérdida de su hábitat natural.